# Červená Třemešná
Červená Třemešná är en ort i Tjeckien. Den ligger i den centrala delen av landet, 90 km öster om huvudstaden Prag. Červená Třemešná ligger 326 meter över havet och antalet invånare är 143.
Terrängen runt Červená Třemešná är platt åt sydväst, men åt nordost är den kuperad. Runt Červená Třemešná är det tätbefolkat, med 276 invånare per kvadratkilometer. Närmaste större samhälle är Dvůr Králové nad Labem, 12,6 km öster om Červená Třemešná. Trakten runt Červená Třemešná består till största delen av jordbruksmark.